# Лейстус рыжий
Лейстус рыжий (лат. Leistus ferrugineus) — вид жуков из подсемейства плотинников (Nebriinae) семейства жужелиц (Carabidae). Распространён в Европе, интродуцирован в Северную Америку.

## Описание
Длина тела 5,5—7 мм. Насекомое одноцветное коричневое с более светлыми ногами и усиками.
Обитают оврагах в смешанных лесах (пихта (Abies), ольха (Alnus), слива (Prunus)), в лесной зоне (в лиственных лесах и кустарниках) и субальпийской зоне. Встречается в агроценозах: на влажной щебнистой земле, а также на участках с травянистой растительностью, на опушках (например, пойменных дубрав), в лесистой местности и на берегах.
Взрослых жуков можно наблюдать с мая по июль и с августа по октябрь. Взрослые насекомые (имаго) активны ночью, а днём они прячутся под камнями, в опавшей листве и в гумусе. Имаго хищничают; питаются другими насекомыми. Короткокрылые, но способны к лёту.

## Синонимы
В синонимику вида входят следующие биномены:
- Leistus spinilabris Panzer, 1797: no. 11testaceus Frulich, 1799[2]
- Carabus ferrugineus (Linnaeus, 1758)[2]
- Carabus spinilabris Panzer, 1797[5]
- Leistus testaceus Frölich, 1799[5]
- Leistus kulti Smetana, 1952[5]